# Episodi di Sherlock (seconda stagione)
La seconda stagione della serie televisiva Sherlock, composta da 3 episodi, è andata in onda nel Regno Unito sul canale BBC One dal 1º al 15 gennaio 2012.
In Italia è andata in onda su Joi dal 6 al 20 ottobre 2012.
| nº | Titolo originale          | Titolo italiano           | Prima TV Regno Unito | Distribuzione Italia |
| -- | ------------------------- | ------------------------- | -------------------- | -------------------- |
| 1  | A Scandal in Belgravia    | Scandalo a Belgravia      | 1º gennaio 2012      | 6 ottobre 2012       |
| 2  | The Hounds of Baskerville | I mastini di Baskerville  | 8 gennaio 2012       | 13 ottobre 2012      |
| 3  | The Reichenbach Fall      | Le cascate di Reichenbach | 15 gennaio 2012      | 20 ottobre 2012      |

## Scandalo a Belgravia
- Titolo originale: A Scandal in Belgravia
- Diretto da: Paul McGuigan
- Scritto da: Steven Moffat

### Trama
Moriarty viene interrotto da una telefonata e lascia andare Holmes e Watson.
I due successivamente vengono portati a Buckingham Palace, dove Sherlock si presenta vestito solo di un lenzuolo per infastidire Mycroft, dove viene richiesto loro di rintracciare Irene Adler, una "dominatrice" che possiede foto e documenti compromettenti che potrebbero mettere a repentaglio l'intera sicurezza britannica. Ha avuto difatti dei rapporti con una donna della famiglia reale e possiede fotografie che la ritraggono assieme a lei. Sherlock e Watson, allora, si dirigono verso casa Adler dove, dopo varie vicissitudini, Irene riesce a scappare via con il cellulare dove vi sono tutti i dati compromettenti, dopo un'aggressione dei servizi segreti americani e drogando poi Sherlock con una siringa. Sarà la stessa Irene, poi, a consegnare durante la notte di Natale, il cellulare a Sherlock per potersi fingere morta. La morte di Irene causa a Sherlock una profonda depressione, e i suoi tentativi di sbloccare il telefono falliscono. Nel frattempo gli americani assaltano Baker Street ma Sherlock li neutralizza.
Successivamente la Adler rivelerà a John in un incontro privato di non essere morta e di essere attratta da Sherlock, nonostante la propria preferenza sessuale per le donne. La discussione viene intercettata da quest'ultimo.
Irene allora si presenta da Holmes e gli chiede di decifrare il codice della e-mail di un suo cliente facente parte della Difesa britannica: si tratta del numero di serie di un volo di linea, obiettivo di un attacco terroristico; in realtà, i servizi segreti inglesi e americani ne sono al corrente, ma per coprire la loro fonte intendono inscenare l'attentato sostituendo tutti i passeggeri con persone già morte. Poiché però Holmes ha decifrato il codice davanti a Irene, la quale ha passato le informazioni a Moriarty, l'intero piano salta. Lui, la donna e Mycroft si ritrovano sul volo, dove Irene tenta di vendere a Mycroft le informazioni contenute nel suo cellulare in cambio dell'immunità e di una nuova vita. Sherlock scopre, però, avendo intuito che i sentimenti provati da Irene per lui sono sinceri, che il codice segreto che protegge il telefono è il proprio nome: il piano della Adler fallisce ed ella viene messa sotto protezione; successivamente viene data ancora per morta da Mycroft e Watson (che non lo rivelano a Sherlock) per mano di una cellula jihadista che l'ha rapita in Pakistan, anche se in realtà viene salvata dai terroristi dallo stesso Sherlock Holmes in incognito.
- Note. L'episodio è un libero adattamento del racconto Uno scandalo in Boemia (A Scandal in Bohemia). Si vedono anche Holmes e Watson che affrontano o parlano di diversi brevi casi, rivisitati: L'interprete greco (The Greek Interpreter, che diventa "The Geek Interpreter"), Il trattato navale, L'avventura della fascia maculata (o della Banda maculata, che diventa La bionda maculata). In questo episodio Sherlock Holmes indossa per la prima volta il famoso cappello deerstalker per caso, ma alcuni fotografi lo rendono famoso sui tabloid come sua caratteristica.

## I mastini di Baskerville
- Titolo originale: The Hounds of Baskerville
- Diretto da: Paul McGuigan
- Scritto da: Mark Gatiss

### Trama
Sherlock e John vengono contattati da un uomo che ha incubi ricorrenti a proposito della morte del padre, a cui lui stesso aveva assistito quando era un bambino e che ha segnato profondamente la sua infanzia. Ciò che spinge Sherlock ad accettare il caso è una particolare parola ormai in disuso che l'uomo usa per descrivere l'accaduto: mastino (in lingua originale hound, segugio). I tre si recano quindi sulla scena della morte, che si trova vicino a un centro di ricerca in cui si dice vengano effettuati esperimenti sugli animali di ogni genere e che alcuni di questi siano riusciti a fuggire. Sherlock e John entrano nell'edificio utilizzando un pass sottratto in precedenza a Mycroft. Prima di essere scoperti come infiltrati, riescono a farsi un'idea di ciò che accade nei laboratori, conferma di ciò che le persone locali e il loro cliente affermano, e conoscono uno degli scienziati, il dottor Frankland, amico del padre del loro cliente. Vanno poi a controllare la zona dei boschi dove si dice si aggiri il famoso mastino. Effettivamente trovano le impronte di un enorme cane e Sherlock riesce persino a vederlo per qualche istante, cosa che mette a dura prova la sua razionalità e lo mette in crisi. Lestrade, su richiesta di Mycroft, li raggiunge e scopre che i proprietari di un locale nel centro del villaggio possedevano un cane presumibilmente fuggito dal centro, recentemente stato abbattuto a causa dell'aggressività. Il cliente, da lungo tempo in psicoterapia, continua a visualizzare due parole: Liberty e In e comincia a manifestare comportamenti aggressivi verso la sua psicologa. In seguito, Sherlock e John ottengono il permesso per entrare, questa volta legalmente, nel laboratorio, dove John ispeziona alcune stanze in pessime condizioni, con tubi che perdono gas; resta poi bloccato da solo in una di queste e sente i rumori di un enorme cane, che ringhia e si muove. Allora, terrorizzato, si chiude in una gabbia vuota e chiama Sherlock al cellulare. In realtà questo è un esperimento, perché Sherlock ha capito che le visioni del mastino erano frutto di allucinazioni causate da un gas. Il dottor Frankland è l'ultimo scienziato rimasto tra quelli che a Liberty, Indiana, studiavano un gas allucinogeno che doveva essere usato durante la guerra. Il progetto era chiamato H.O.U.N.D. e aveva come simbolo un feroce mastino. Gli esperimenti però non andarono a buon fine, causando schizofrenia e allucinazioni permanenti su chi la provava per troppo tempo. Il cliente era da tempo vittima di questo gas e lo stesso avevano subito Sherlock e John. Appurata la colpevolezza di Frankland, questi tenta la fuga attraverso il campo minato adiacente alla scena del crimine, dove un ordigno inesploso lo uccide. Nel frattempo Mycroft rilascia Moriarty, il quale lascia la sua cella totalmente ricoperta dalla scritta "Sherlock".
- Note: l'episodio è un libero adattamento del romanzo Il mastino dei Baskerville (The Hound of the Baskervilles); l'espediente della nebbia velenosa allucinogena è invece un richiamo a L'avventura del piede del diavolo, contenuto ne L'ultimo saluto di Sherlock Holmes

## Le cascate di Reichenbach
- Titolo originale: The Reichenbach Fall

Sherlock Holmes e Jim Moriarty si confrontano in una scena dell'episodio.

- Diretto da: Toby Haynes
- Scritto da: Steve Thompson

### Trama
Sherlock ha risolto una serie di casi importanti che lo portano alla notorietà. Moriarty lancia una rapina simultanea sulla Torre di Londra, Banca d'Inghilterra e carcere di Pentonville e permette di essere catturato e messo sotto processo. Egli ottiene il verdetto di non colpevole ricattando la giuria minacciandone le famiglie e questi, essendo omuncoli senza spina dorsale come Sherlock aveva fatto notare mentre testimoniava contro Moriarty, hanno ceduto senza ribellarsi. Tornato libero Moriarty visita Sherlock, spiegandogli che ha intenzione di 'bruciarlo' e facendosi beffe di lui con un "problema finale" da risolvere. Poco dopo, Moriarty organizza il rapimento dei figli di un ambasciatore statunitense, che, una volta salvati, sono terrorizzati e urlano alla vista di Sherlock. Questo, in combinazione con la facilità con cui Sherlock risolve il caso, lo porta a diventare il principale sospettato del rapimento dei due bambini. Immediatamente, tra la stampa e la polizia, cresce il sospetto che tutti i casi risolti brillantemente da Sherlock siano in realtà delle messe in scena organizzate dallo stesso Sherlock. A convalidare queste tesi, Sherlock sfugge all'arresto e scopre che Moriarty ha raccontato alla stampa un incredibile scoop: ossia che in realtà la persona di Jim Moriarty non esiste, poiché egli afferma, con tanto di prove, di essere Richard Brook, un attore televisivo ingaggiato tempo addietro dallo stesso Sherlock per impersonare la sua nemesi agli occhi della popolazione. Sherlock e Jim si incontrano sul tetto dell'ospedale St. Bartholomew dove Moriarty spiega che degli assassini uccideranno John, Mrs. Hudson e Lestrade se Sherlock non si suiciderà, confermando così la falsa storia del genio impostore. Dopo una conversazione in cui Moriarty si rende conto che Sherlock è molto simile a lui e che potrebbe trovare il codice per fermare gli assassini, Moriarty si spara togliendogli questa possibilità. Sherlock, sul bordo del cornicione, chiama al telefono John che si era appena fermato con un taxi nella strada davanti a lui e, guardandosi da lontano, gli confessa di essere un bugiardo e di aver in realtà architettato tutto, dai casi investigativi alle proprie abilità. John si rifiuta di credergli, un attimo prima che Sherlock si getti dal tetto. John, che ha assistito in diretta alla caduta, corre verso Sherlock e, dopo averne constatato la morte, rimane in stato confusionale mentre dei paramedici portano via il corpo privo di vita dell'amico. Successivamente, Mrs. Hudson e John vanno alla tomba di Sherlock per dirgli addio, dove John, aprendo il proprio cuore davanti alla tomba, afferma di continuare a credere nella sua incolpevolezza e gli chiede, con le lacrime agli occhi, di fare un ultimo miracolo: "non essere morto". I secondi finali mostrano Sherlock guardare la scena del cimitero da lontano, dopo aver finto la sua morte.
- Note: l'episodio è un libero adattamento del racconto L'ultima avventura (The Final Problem) e rimandi tra gli altri a L'avventura della scuola del priorato. Vi è un rimando esplicito al film con Basil Rathbone Sherlock Holmes e la donna in verde (per la scena del tetto) e alle fiabe dei fratelli Grimm. Guest star: Douglas Wilmer, che è l'uomo silenzioso al Diogenes Club, è un ex interprete di Sherlock Holmes.